# Chloropteryx punctilinea
Chloropteryx punctilinea là một loài bướm đêm trong họ Geometridae.